# Gangsta’s Paradise (singel)
Gangsta’s Paradise – singel amerykańskiego rapera Coolia z gościnnym udziałem piosenkarza L.V. wydany 2 sierpnia 1995 roku. Utwór został następnie wydany na albumie Coolia pod tym samym tytułem, jak również znalazł się na ścieżce dźwiękowej do filmu Młodzi gniewni. Sample w utworze zaczerpnięte zostały z piosenki Stevie Wonder'a "Pastime Paradise" z 1976 roku. 

## Lista utworów
- Digital download (2 sierpnia 1995)[1]

1. „Gangsta’s Paradise” – 4:00
2. „Gangsta’s Paradise” (Instrumental) – 3:49
3. „Coolio – Fantastic Voyage” (Album) – 4:04

## Produkcja
Singel został wyprodukowany przez Douga Rasheeda, który jest również współautorem tekstu. 

## Pozycje na listach i sprzedaż
| Kraj              | Lista (1995–1995, 2011, 2012, 2013, 2014, 2015, 2016) | Najwyższa pozycja | Certyfikat | Sprzedaż  |
| ----------------- | ----------------------------------------------------- | ----------------- | ---------- | --------- |
| Stany Zjednoczone | Hot 100                                               | 1                 | 3×platyna  | 3 000 000 |
| Australia         | Top 50 Singles                                        | 1                 | 3×platyna  |           |
| Szwecja           | Top 40 Singles                                        | 1                 | złoto      |           |
| Wielka Brytania   | Singles Top 200                                       | 1                 | platyna    | 1 200 000 |
| Nowa Zelandia     | Top 50 Singles                                        | 1                 | –          |           |
| Finlandia         | Top 20 Singles                                        | 1                 | –          |           |
| Norwegia          | Top 20 Singles                                        | 1                 | –          |           |
| Niemcy            | Top 100 Singles                                       | 1                 | 2×platyna  |           |
| Holandia          | Single Top 50                                         | 1                 | –          |           |
| Szwajcaria        | Singles Top 50                                        | 1                 | 2×platyna  |           |
| Francja           | Top 50/200 Singles                                    | 1                 | –          |           |
| Belgia (Flandria) | Ultratop 50 Singles                                   | 1                 | –          |           |
| Belgia (Walonia)  | Ultratop 40 Singles                                   | 1                 | –          |           |
| Austria           | Singles Top 40/75                                     | 1                 | platyna    |           |
| Dania             | [ 23 ]                                                | 1                 | –          |           |
| Kanada            | Top Singles                                           | 29                | –          |           |
| Włochy            |                                                       |                   | złoto      | 25 000+   |